# On the Altar of Love
On the Altar of Love è un cortometraggio muto del 1915 diretto e interpretato da Maurice Costello e Robert Gaillard.

## Produzione
Il film fu prodotto dalla Vitagraph Company of America.

## Distribuzione
Distribuito dalla General Film Company, il film - un cortometraggio in una bobina - uscì nelle sale cinematografiche statunitensi l'11 febbraio 1915.